# No Greater Love (film, 2015)
Pour les articles homonymes, voir No Greater Love.
Pour plus de détails, voir Fiche technique et Distribution.
No Greater Love est un film américain réalisé par Justin Roberts, sorti en 2015.

## Synopsis
Le film suit un aumônier et des troupes américaines lors de la guerre d'Afghanistan (2001-2021).

## Fiche technique
- Titre : No Greater Love
- Réalisation : Justin Roberts
- Scénario : Justin Roberts et Alan Wain
- Musique : Marc Vanocur
- Photographie : Ryan Curtis
- Montage : Alan Wain
- Production : John Aglialoro, Priyank Desai, Brent Dones, Harmon Kaslow et Justin Roberts
- Société de production :
- Pays de production :  États-Unis et  Afghanistan
- Genre : Documentaire
- Durée : 94 minutes
- Dates de sortie : 
  - États-Unis : 19 septembre 2015 (Festival du film de Boston)
  - États-Unis :  10 novembre 2017

## Accueil
Le film a reçu un accueil très favorable de la critique. Il obtient un score moyen de 85 % sur Metacritic.